# Clístenes
|  | Aquest article tracta sobre el noble atenenc. Vegeu-ne altres significats a «Clístenes (desambiguació)». |

Clístenes (Grec: Κλεισθένης) va ser un noble atenenc de la família dels Alcmeònides. És reconegut com el reformador de la constitució de l'antiga Atenes que va posar els fonaments de la democràcia entorn de l'any 508 aC.
Era net de l'homònim tirà Clístenes de Sició, a través de la filla d'aquest Agarista i el seu marit Megacles dels Alcmeònides d'Atenes. Es va oposar al tirà Pisístrat, per la qual cosa hagué d'exiliar-se.
Amb l'ajuda de la seva família, va expulsar el tirà Hípies fill de Pisístrat i va tornar a Atenes (510 aC). Llavors va disputar el poder amb Isàgores, però fou aquest darrer qui va triomfar. Segons el relat tradicional Isàgores, va demanar ajut a Esparta, sota el rei Cleòmenes I. Aquest va enviar ambaixadors a Atenes que van demanar i obtenir el desterrament de Clístenes i els alcmeònides. Clístenes i els seus es van retirar i Isàgores fou nomenat arcont i va procedir, amb ajut espartà, a expulsar a 700 famílies, assenyalades per Isàgores; va abolir el consell, i va deixar el govern en mans de 300 oligarques. Però el consell es va resistir i el poble li va donar suport i va assetjar a Cleòmenes i Isàgores a l'Acròpoli, que finalment fou ocupada al cap de tres dies. Cleòmenes i Isàgores van haver de marxar cap a Esparta. Clístenes i les 700 famílies foren cridades de nou (507 aC)
Llavors Clístenes va començar a reformar el govern d'Atenes. Va eliminar les quatre tribus tradicionals, que estaven basades en les relacions familiars que havien conduït a la tirania, i va organitzar els ciutadans en deu tribus d'acord amb la seva àrea de residència (demos). Tot i que el nombre de demoi és objecte de debat entre els historiadors, se sol establir en 139 dems' organitzats en trenta grups anomenats trittyes (terços), dividits al seu temps en tres regions (asty, la ciutat; paralia, la costa; i mesogeia, l'interior). També va organitzar cossos legislatius escollits per sorteig, acabant amb els càrrecs hereditaris. Va ampliar el Consell Bule, passant dels 400 membres instituïts per Soló a 500 (50 de cada tribu). El paper del Consell era el de proposar lleis a l'assemblea, ekklesia, òrgan sobirà de la ciutat format per tots els ciutadans, que es reunia a Atenes al voltant de 40 vegades l'any. L'assemblea podia acceptar les propostes, rebutjar-les, o retornar-les per ser esmenades. Sembla que va remodelar també els èfetes (ephetae) i va afegir una cinquena cort a les quatre ja existents alterant el nombre de jutges de 80 a 51, cinc per cada tribu i un president.
Clístenes també hauria pogut ser l'introductor de l'ostracisme (aplicat per primera vegada el 487 aC), segons el qual els ciutadans podien votar l'exili d'un ciutadà per un període de deu anys. D'acord amb aquest sistema, qualsevol ciutadà que es considerés com un perill per la democràcia (per excés de poder o ambició) podia ser expulsat de la ciutat, però se li mantenien les propietats. D'aquesta manera s'impedia que es pogués originar una nova tirania.
Clístenes va anomenar aquestes reformes isonomia ("igualtat de drets polítics"), i no demokratia. Després d'aquests canvis la vida de Clístenes esdevé un misteri, ja que no se'l menciona més en els textos antics. És possible que ell mateix patís l'ostracisme, per buscar el suport dels perses contra els espartans.